# Komitet Śledczy przy Prokuraturze Federacji Rosyjskiej

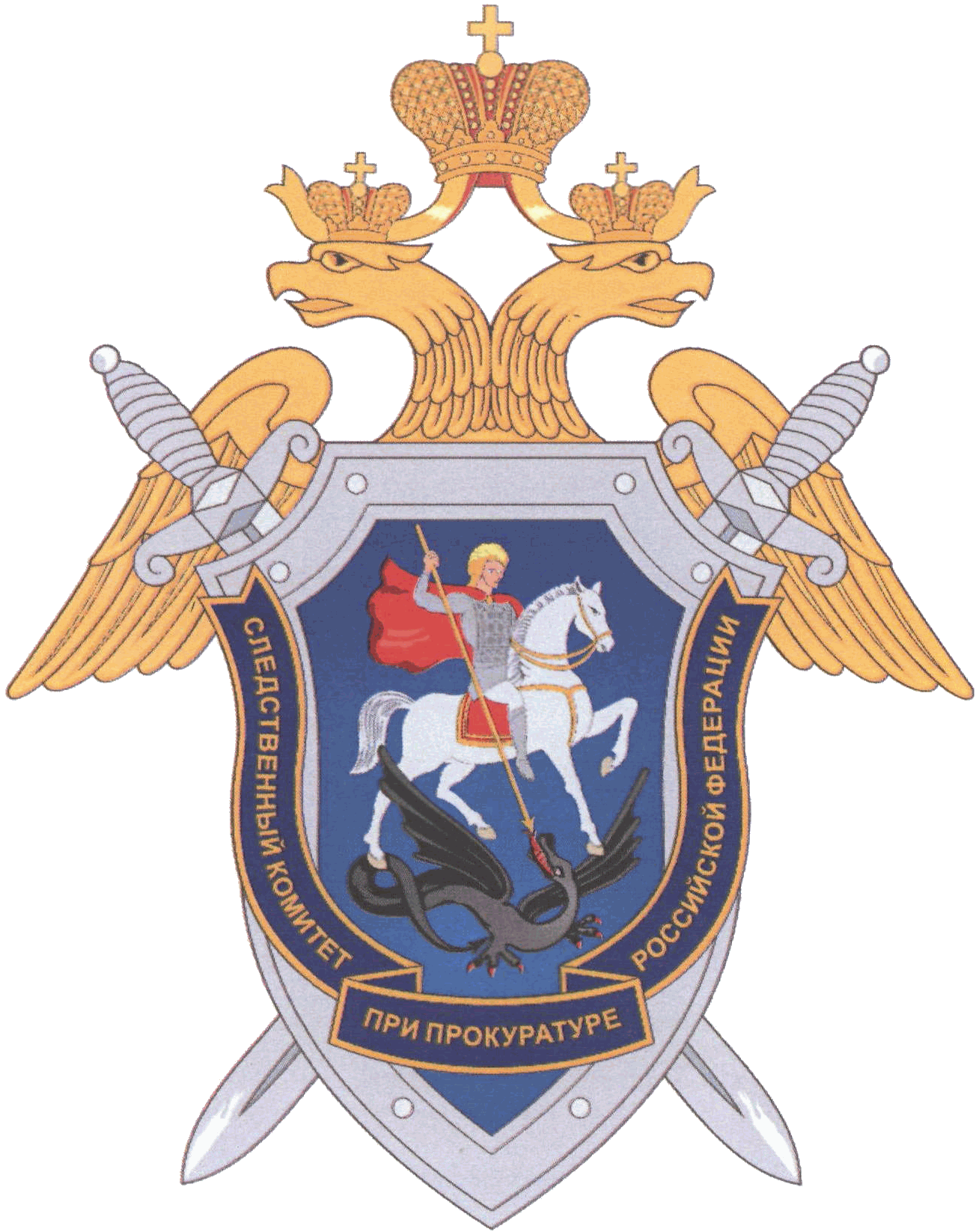
Emblemat Komitetu Śledczego przy Prokuraturze Generalnej Federacji Rosyjskiej

Komitet Śledczy przy Prokuraturze Generalnej Federacji Rosyjskiej (ros. Следственный комитет при прокуратуре Российской Федерации) – organ Prokuratury Generalnej Federacji Rosyjskiej powołany Ustawą federalną z dnia 5 czerwca 2007 roku, przekształcony w Komitet Śledczy Federacji Rosyjskiej na mocy Dekretu Prezydenta Rosji z dnia 27 września 2010 roku.
Komitet zajmował się m.in. prowadzeniem szczególnie ważnych śledztw przeciwko bezpieczeństwu publicznemu i gospodarce. Przewodniczącym Komitetu był pierwszy zastępca Prokuratora Generalnego Federacji Rosyjskiej gen. płk Aleksandr Bastrykin. W sierpniu 2010 roku doszło do włamania do wydziału spraw szczególnej wagi zarządu Komitetu Śledczego na obwód moskiewski w budynku przy ulicy Rusakowskiej w Moskwie; napastnicy pobili i związali pracownika prywatnej firmy ochroniarskiej, dostali się do 18 pokoi i splądrowali 25 sejfów.